# Lista odcinków serialu Gwiezdne wrota: Atlantyda
Lista odcinków serialu Gwiezdne wrota: Atlantyda.

## Serie
| Seria | Seria | Liczba odcinków | Czas emisji                      |
| ----- | ----- | --------------- | -------------------------------- |
|       | 1     | 20              | 16 lipca 2004 – 25 marca 2005    |
|       | 2     | 20              | 15 lipca 2005 – 30 stycznia 2006 |
|       | 3     | 20              | 14 lipca 2006 – 5 lutego 2007    |
|       | 4     | 20              | 28 września 2007 – 7 marca 2008  |
|       | 5     | 20              | 11 lipca 2008 – 9 stycznia 2009  |

## Seria 1
| Nr      | Tytuł                | Tytuł polski       | Reżyseria         | Scenariusz                                 | Premiera (SciFi Universal) | Premiera w Polsce (AXN SciFi) | Kod |
| ------- | -------------------- | ------------------ | ----------------- | ------------------------------------------ | -------------------------- | ----------------------------- | --- |
| 1 (1)   | Rising (1)           | Powstanie (1)      | Martin Wood       | Brad Wright, Robert C. Cooper              | 16 lipca 2004              | 7 listopada 2008              | 101 |
| 2 (2)   | Rising (2)           | Wyprawa (2)        | Martin Wood       | Brad Wright, Robert C. Cooper              | 16 lipca 2004              | 10 listopada 2008             | 102 |
| 3 (3)   | Hide and Seek        | Ukryty wróg        | David Warry-Smith | Brad Wright, Robert C. Cooper              | 23 lipca 2004              | 12 listopada 2008             | 103 |
| 4 (4)   | Thirty Eight Minutes | 38 minut           | Mario Azzopardi   | Brad Wright                                | 30 lipca 2004              | 14 listopada 2008             | 104 |
| 5 (5)   | Suspicion            | Podejrzenia        | Mario Azzopardi   | Kerry Glover, Joseph Mallozzi, Paul Mullie | 6 sierpnia 2004            | 17 listopada 2008             | 105 |
| 6 (6)   | Childhood’s End      | Koniec niewinności | David Winning     | Martin Gero                                | 13 sierpnia 2004           | 19 listopada 2008             | 106 |
| 7 (7)   | Poisoning the Well   | Zatruta studnia    | Brad Turner       | Mary Kaiser, Damian Kindler                | 20 sierpnia 2004           | 21 listopada 2008             | 107 |
| 8 (8)   | Underground          | Podziemie          | Brad Turner       | Peter DeLuise                              | 27 sierpnia 2004           | 24 listopada 2008             | 108 |
| 9 (9)   | Home                 | Dom                | Holly Dale        | Joseph Mallozzi, Paul Mullie               | 10 września 2004           | 26 listopada 2008             | 109 |
| 10 (10) | The Storm (1)        | Cyklon (1)         | Martin Wood       | Jill Blotevogel, Martin Gero               | 17 września 2004           | 28 listopada 2008             | 110 |
| 11 (11) | The Eye (2)          | Oko cyklonu (2)    | Martin Wood       | Martin Gero                                | 21 stycznia 2005           | 1 grudnia 2008                | 111 |
| 12 (12) | The Defiant One      | Buntownik          | Peter DeLuise     | Peter DeLuise                              | 28 stycznia 2005           | 3 grudnia 2008                | 112 |
| 13 (13) | Hot Zone             | Kwarantanna        | Mario Azzopardi   | Martin Gero                                | 4 lutego 2005              | 5 grudnia 2008                | 113 |
| 14 (14) | Sanctuary            | Kryjówka           | James Head        | Alan Brennert                              | 11 lutego 2005             | 8 grudnia 2008                | 114 |
| 15 (15) | Before I Sleep       | Długi sen          | Andy Mikita       | Carl Binder                                | 18 lutego 2005             | 10 grudnia 2008               | 115 |
| 16 (16) | The Brotherhood      | Bractwo            | Martin Wood       | Martin Gero                                | 25 lutego 2005             | 12 grudnia 2008               | 116 |
| 17 (17) | Letters From Pegasus | Listy z Pegaza     | Mario Azzopardi   | Carl Binder                                | 4 marca 2005               | 15 grudnia 2008               | 117 |
| 18 (18) | The Gift             | Wrodzony dar       | Peter DeLuise     | Robert C. Cooper, Martin Gero              | 11 marca 2005              | 17 grudnia 2008               | 118 |
| 19 (19) | The Siege (1)        | Oblężenie (1)      | Martin Wood       | Martin Gero                                | 18 marca 2005              | 19 grudnia 2008               | 119 |
| 20 (20) | The Siege (2)        | Oblężenie (2)      | Martin Wood       | Joseph Mallozzi, Paul Mullie               | 25 marca 2005              | 22 grudnia 2008               | 120 |

## Seria 2
| Nr      | Tytuł                | Tytuł polski        | Reżyseria     | Scenariusz                      | Premiera (SciFi Universal) | Premiera w Polsce (AXN SciFi) | Kod |
| ------- | -------------------- | ------------------- | ------------- | ------------------------------- | -------------------------- | ----------------------------- | --- |
| 1 (21)  | The Siege (3)        | Oblężenie - część 3 | Martin Wood   | Martin Gero                     | 15 lipca 2005              | 2 marca 2009                  | 201 |
| 2 (22)  | The Intruder         | Intruz              | Peter DeLuise | Joseph Mallozzi, Paul Mullie    | 22 lipca 2005              | 4 marca 2009                  | 202 |
| 3 (23)  | Runner               | Uciekinier          | Martin Wood   | Robert C. Cooper                | 29 lipca 2005              | 6 marca 2009                  | 203 |
| 4 (24)  | Duet                 | Duet                | Peter DeLuise | Martin Gero                     | 5 sierpnia 2005            | 9 marca 2009                  | 204 |
| 5 (25)  | Condemned            | Skazańcy            | Peter DeLuise | Sean Carley, Carl Binder        | 12 sierpnia 2005           | 11 marca 2009                 | 206 |
| 6 (26)  | Trinity              | Trójca              | Martin Wood   | Damian Kindler                  | 19 sierpnia 2005           | 13 marca 2009                 | 205 |
| 7 (27)  | Instinct             | Instynkt            | Andy Mikita   | Treena Hancock, Melissa R. Byer | 26 sierpnia 2005           | 16 marca 2009                 | 207 |
| 8 (28)  | Conversion           | Przemiana           | Brad Turner   | Robert C. Cooper, Martin Gero   | 9 września 2005            | 18 marca 2009                 | 208 |
| 9 (29)  | Aurora               | Aurora              | Martin Wood   | Carl Binder, Brad Wright        | 23 września 2005           | 20 marca 2009                 | 209 |
| 10 (30) | The Lost Boys        | Straceni chłopcy    | Brad Turner   | Martin Gero                     | 23 września 2005           | 23 marca 2009                 | 210 |
| 11 (31) | The Hive             | Rój                 | Martin Wood   | Carl Binder                     | 21 listopada 2005          | 25 marca 2009                 | 211 |
| 12 (32) | Epiphany             | Wniebowstąpienie    | Neil Fearnley | Joe Flanigan, Brad Wright       | 28 listopada 2005          | 27 marca 2009                 | 212 |
| 13 (33) | Critical Mass        | Masa krytyczna      | Andy Mikita   | Brad Wright, Carl Binder        | 5 grudnia 2005             | 30 marca 2009                 | 213 |
| 14 (34) | Grace Under Pressure | Pod presją          | Martin Wood   | Martin Gero                     | 12 grudnia 2005            | 1 kwietnia 2009               | 214 |
| 15 (35) | The Tower            | Wieża               | Andy Mikita   | Joseph Mallozzi, Paul Mullie    | 19 grudnia 2005            | 3 kwietnia 2009               | 215 |
| 16 (36) | The Long Goodbye     | Długie pożegnanie   | Andy Mikita   | Damian Kindler                  | 2 stycznia 2006            | 6 kwietnia 2009               | 216 |
| 17 (37) | Coup D’etat          | Zamach stanu        | Martin Wood   | Martin Gero                     | 9 stycznia 2006            | 8 kwietnia 2009               | 217 |
| 18 (38) | Michael              | Michael             | Martin Wood   | Carl Binder                     | 16 stycznia 2006           | 10 kwietnia 2009              | 218 |
| 19 (39) | Inferno              | Piekło              | Peter DeLuise | Carl Binder                     | 23 stycznia 2006           | 13 kwietnia 2009              | 220 |
| 20 (40) | Allies               | Sojusznicy          | Andy Mikita   | Martin Gero                     | 30 stycznia 2006           | 15 kwietnia 2009              | 219 |

## Seria 3
| Nr      | Tytuł                 | Tytuł polski            | Reżyseria        | Scenariusz                                  | Premiera (SciFi Universal) | Premiera w Polsce (AXN SciFi) | Kod |
| ------- | --------------------- | ----------------------- | ---------------- | ------------------------------------------- | -------------------------- | ----------------------------- | --- |
| 1 (41)  | No Man’s Land         | Ziemia Niczyja          | Martin Wood      | Martin Gero                                 | 14 lipca 2006              | 21 kwietnia 2009              | 302 |
| 2 (42)  | Misbegotten           | Niechciani              | Martin Wood      | Joseph Mallozzi, Paul Mullie                | 21 lipca 2006              | 23 kwietnia 2009              | 301 |
| 3 (43)  | Irresistable          | Zauroczenie             | Martin Wood      | Brad Wright, Robert C. Cooper, Carl Binder  | 28 lipca 2006              | 27 kwietnia 2009              | 304 |
| 4 (44)  | Sateda                | Sateda                  | Robert C. Cooper | Robert C. Cooper                            | 4 sierpnia 2006            | 29 kwietnia 2009              | 303 |
| 5 (45)  | Progeny               | Spadkobiercy            | Andy Mikita      | Robert C. Cooper, Carl Binder               | 11 sierpnia 2006           | 4 maja 2009                   | 305 |
| 6 (46)  | The Real World        | Prawdziwy świat         | Paul Ziller      | Carl Binder                                 | 18 sierpnia 2006           | 6 maja 2009                   | 306 |
| 7 (47)  | Common Ground         | Wspólny cel             | William Waring   | Ken Cuperus                                 | 25 sierpnia 2006           | 11 maja 2009                  | 307 |
| 8 (48)  | McKay and Mrs. Miller | McKay i pani Miller     | Martin Wood      | Martin Gero                                 | 8 września 2006            | 13 maja 2009                  | 308 |
| 9 (49)  | Phantoms              | Urojenia                | Martin Wood      | Carl Binder                                 | 15 września 2006           | 18 maja 2009                  | 311 |
| 10 (50) | Return (1)            | Powrót - część pierwsza | Brad Turner      | Martin Gero                                 | 22 września 2006           | 20 maja 2009                  | 309 |
| 11 (51) | Return (2)            | Powrót - część druga    | Brad Turner      | Martin Gero                                 | 20 listopada 2006          | 25 maja 2009                  | 310 |
| 12 (52) | Echoes                | Echo                    | William Waring   | Brad Wright, Carl Binder                    | 27 listopada 2006          | 27 maja 2009                  | 312 |
| 13 (53) | Irresponsible         | Lekkoduch               | Martin Wood      | Joseph Mallozzi, Paul Mullie                | 4 grudnia 2006             | 1 czerwca 2009                | 313 |
| 14 (54) | Tao of Rodney         | Oświecenie Rodneya      | Martin Wood      | Damian Kindler                              | 11 grudnia 2006            | 3 czerwca 2009                | 315 |
| 15 (55) | The Game              | Gra                     | William Waring   | Don Whitehead, Holly Henderson, Carl Binder | 18 grudnia 2006            | 8 czerwca 2009                | 316 |
| 16 (56) | The Ark               | Arka                    | Martin Wood      | Ken Cuperus, Scott Nimerfro                 | 8 stycznia 2007            | 10 czerwca 2009               | 317 |
| 17 (57) | Sunday                | Niedziela               | William Waring   | Martin Gero                                 | 15 stycznia 2007           | 15 czerwca 2009               | 314 |
| 18 (58) | Submersion            | Zanurzenie              | Brenton Spencer  | Ken Cuperus                                 | 22 stycznia 2007           | 17 czerwca 2009               | 318 |
| 19 (59) | Vengeance             | Zemsta                  | Andy Mikita      | Carl Binder                                 | 29 stycznia 2007           | 22 czerwca 2009               | 319 |
| 20 (60) | First Strike (1)      | Pierwsze Uderzenie (1)  | Martin Wood      | Martin Gero                                 | 5 lutego 2007              | 24 czerwca 2009               | 320 |

## Seria 4
| Nr      | Tytuł                     | Tytuł polski               | Reżyseria        | Scenariusz                                | Premiera (SciFi Universal) | Kod |
| ------- | ------------------------- | -------------------------- | ---------------- | ----------------------------------------- | -------------------------- | --- |
| 1 (61)  | Adrift (2)                | Bezradni (2)               | Martin Wood      | Martin Gero                               | 28 września 2007           | 402 |
| 2 (62)  | Lifeline (3)              | Ostatnia deska ratunku (3) | Martin Wood      | Carl Binder                               | 5 października 2007        | 403 |
| 3 (63)  | Reunion                   | Spotkanie po latach        | William Waring   | Joseph Mallozzi, Paul Mullie              | 12 października 2007       | 407 |
| 4 (64)  | Doppelganger              | Sobowtór                   | Robert C. Cooper | Robert C. Cooper                          | 19 października 2007       | 401 |
| 5 (65)  | Travelers                 | Podróżnicy                 | William Waring   | Joseph Mallozzi, Paul Mullie              | 26 października 2007       | 404 |
| 6 (66)  | Tabula Rasa               | Niezapisana tablica        | Martin Wood      | Alan McCullough                           | 2 listopada 2007           | 406 |
| 7 (67)  | Missing                   | Zaginieni                  | Andy Mikita      | Carl Binder                               | 9 listopada 2007           | 405 |
| 8 (68)  | The Seer                  | Jasnowidz                  | Andy Mikita      | Alan McCullough                           | 16 listopada 2007          | 408 |
| 9 (69)  | Miller’s Crossing         | Przeprawa Millerów         | Andy Mikita      | Martin Gero                               | 30 listopada 2007          | 412 |
| 10 (70) | This Mortal Coil          | Śmiertelny zwój            | William Waring   | Brad Wright, Joseph Mallozzi, Paul Mullie | 7 grudnia 2007             | 409 |
| 11 (71) | Be All My Sins Remember’d | Wspomnij me winy           | Andy Mikita      | Martin Gero                               | 4 stycznia 2008            | 410 |
| 12 (72) | Spoils of War             | Zdobycz wojenna            | William Waring   | Alan McCullough                           | 11 stycznia 2008           | 411 |
| 13 (73) | Quarantine                | Kwarantanna                | Andy Mikita      | Carl Binder                               | 19 stycznia 2008           | 413 |
| 14 (74) | Harmony                   | Harmonia                   | William Waring   | Martin Gero                               | 25 stycznia 2008           | 417 |
| 15 (75) | Outcast                   | Wyrzutek                   | Andy Mikita      | Joe Flanigan, Alan McCullough             | 1 lutego 2008              | 419 |
| 16 (76) | Trio                      | Tercet                     | Martin Wood      | Martin Gero                               | 8 lutego 2008              | 418 |
| 17 (77) | Midway                    | Stacja przesiadkowa        | Andy Mikita      | Carl Binder                               | 15 lutego 2008             | 416 |
| 18 (78) | The Kindred (1)           | Pokrewieństwo, część 1     | Peter F. Woeste  | Joseph Mallozzi, Paul Mullie              | 22 lutego 2008             | 414 |
| 19 (79) | The Kindred (2)           | Pokrewieństwo, część 2     | Martin Wood      | Alan McCullough                           | 29 lutego 2008             | 415 |
| 20 (80) | The Last Man (1)          | Ostatni człowiek (1)       | Martin Wood      | Joseph Mallozzi, Paul Mullie              | 7 marca 2008               | 420 |

## Seria 5
| №   | Nr | Tytuł                   | Tytuł polski          | Reżyseria        | Scenariusz                   | Premiera (SciFi Universal) | Kod |
| --- | -- | ----------------------- | --------------------- | ---------------- | ---------------------------- | -------------------------- | --- |
| 81  | 1  | Search And Rescue (2)   | Wyprawa ratunkowa (2) | Andy Mikita      | Martin Gero                  | 11 lipca 2008              | 501 |
| 82  | 2  | The Seed                | Zarodnik              | William Waring   | Joseph Mallozzi, Paul Mullie | 18 lipca 2008              | 502 |
| 83  | 3  | Broken Ties             | Zerwane więzi         | Ken Girotti      | Joseph Mallozzi, Paul Mullie | 25 lipca 2008              | 503 |
| 84  | 4  | The Daedalus Variations | Zmienna Dedala        | Andy Mikita      | Alan McCullough              | 1 sierpnia 2008            | 504 |
| 85  | 5  | Ghost in the Machine    | Elektroniczny duch    | Ken Girotti      | Carl Binder                  | 15 sierpnia 2008           | 505 |
| 86  | 6  | The Shrine              | Świątynia             | Andy Mikita      | Brad Wright                  | 22 sierpnia 2008           | 506 |
| 87  | 7  | Whispers                | Szepty                | William Waring   | Joseph Mallozzi, Paul Mullie | 5 września 2008            | 507 |
| 88  | 8  | The Queen               | Królowa               | Brenton Spencer  | Alex Levine, Alan McCullough | 12 września 2008           | 508 |
| 89  | 9  | Tracker                 | Tropiciel             | William Waring   | David Schmidt Carl Binder    | 19 września 2008           | 509 |
| 90  | 10 | First Contact (1)       | Pierwszy kontakt (1)  | Andy Mikita      | Martin Gero                  | 26 września 2008           | 510 |
| 91  | 11 | The Lost Tribe (2)      | Zaginione plemię (2)  | Andy Mikita      | Martin Gero                  | 10 października 2008       | 511 |
| 92  | 12 | Outsiders               | Outsiderzy            | William Waring   | Alan McCullough              | 17 października 2008       | 513 |
| 93  | 13 | Inquisition             | Rozprawa              | Brenton Spencer  | Alex Levine                  | 24 października 2008       | 512 |
| 94  | 14 | The Prodigal            | Syn marnotrawny       | Andy Mikita      | Carl Binder                  | 7 listopada 2008           | 514 |
| 95  | 15 | Remnants                | Ostatnia nadzieja     | William Waring   | Joseph Mallozzi, Paul Mullie | 14 listopada 2008          | 515 |
| 96  | 16 | Brain Storm             | Burza mózgów          | Martin Gero      | Martin Gero                  | 21 listopada 2008          | 516 |
| 97  | 17 | Infection               | Infekcja              | Andy Mikita      | Alan McCullough              | 5 grudnia 2008             | 517 |
| 98  | 18 | Identity                | Tożsamość             | William Waring   | Carl Binder                  | 12 grudnia 2008            | 518 |
| 99  | 19 | Vegas                   | Vegas                 | Robert C. Cooper | Robert C. Cooper             | 2 stycznia 2009            | 520 |
| 100 | 20 | Enemy at the Gate       | Wróg u bram           | Andy Mikita      | Joseph Mallozzi, Paul Mullie | 9 stycznia 2009            | 519 |